# Kocheriguin DI-6
Kocheriguin DI-6 (designación interna TsKB-11; en ruso: Кочеригин ДИ-6/ЦКБ-11) es un avión biplano de combate biplaza producido en la Unión Soviética en la década de 1930. 

## Diseño y desarrollo
El DI-6 es un biplano convencional de una sola bahía de construcción mixta con tren de aterrizaje principal retráctil por cable. El piloto y el artillero de cola se sentaban en cabinas en tándem, la del piloto abierta y la del artillero parcialmente cerrada. Para darle a este último un área de disparo más amplio, la cabina trasera se colocaba más abajo en el fuselaje que la del piloto. 
El DI-6 fue diseñado en la oficina de diseño TsKB (Tsentral'noye Konstruktorskoye Byuro) por Serguéi Kocheriguin como un caza capaz de realizar misiones de ataque a tierra, razón por la cual estaba equipado con diferentes tipos de armas. Originalmente, se pensó en equiparlo con un motor en línea V12 refrigerado por líquido, pero los problemas de desarrollo llevaron a la elección del motor radial estadounidense Wright R-1820 de 770 CV, que tenía licencia en la URSS bajo la designación de Chvetsov M-252.
El primer vuelo del DI-6 tuvo lugar el 30 de septiembre de 1934, pero las pruebas de vuelo comenzaron en serio a principios de 1935. Las pruebas de aceptación estatal se llevaron a cabo entre mayo y noviembre. A pesar de algunas debilidades descubiertas durante las pruebas, la aeronave se aceptó para su fabricación en serie y las entregas a la Fuerza Aérea comenzaron en la primavera de 1937. Los problemas, que incluían una excesiva vibración y el bajo rango de disparo del artillero, nunca se resolvieron adecuadamente. Las medidas correctivas que se implementaron para tratar de resolver estos problemas resultaron en un aumento de peso de aproximadamente 160 kg2. La producción duró hasta 1939 y se detuvo después de las 222 copias producidas.
Una réplica de un Kocheriguin DI-6 se exhibe en el Parque de la Victoria, Museo de la Gran Guerra Patriótica, en Moscú

## Variantes
DI-6bis
Avión de entrenamiento con tren de aterrizaje fijo.
DI-6Sh (TsKB-11Sh, TsKB-38)
Variante de ataque a tierra con asiento de piloto blindado y cuatro ametralladoras PV-1 que disparan hacia adelante debajo del ala inferior; se construyeron unas 60 unidades.
DI-6MMSh
Un prototipo con motor M-300 X, no entró en producción.

## Operadores
Unión Soviética
- Fuerza Aérea Soviética

## Especificaciones

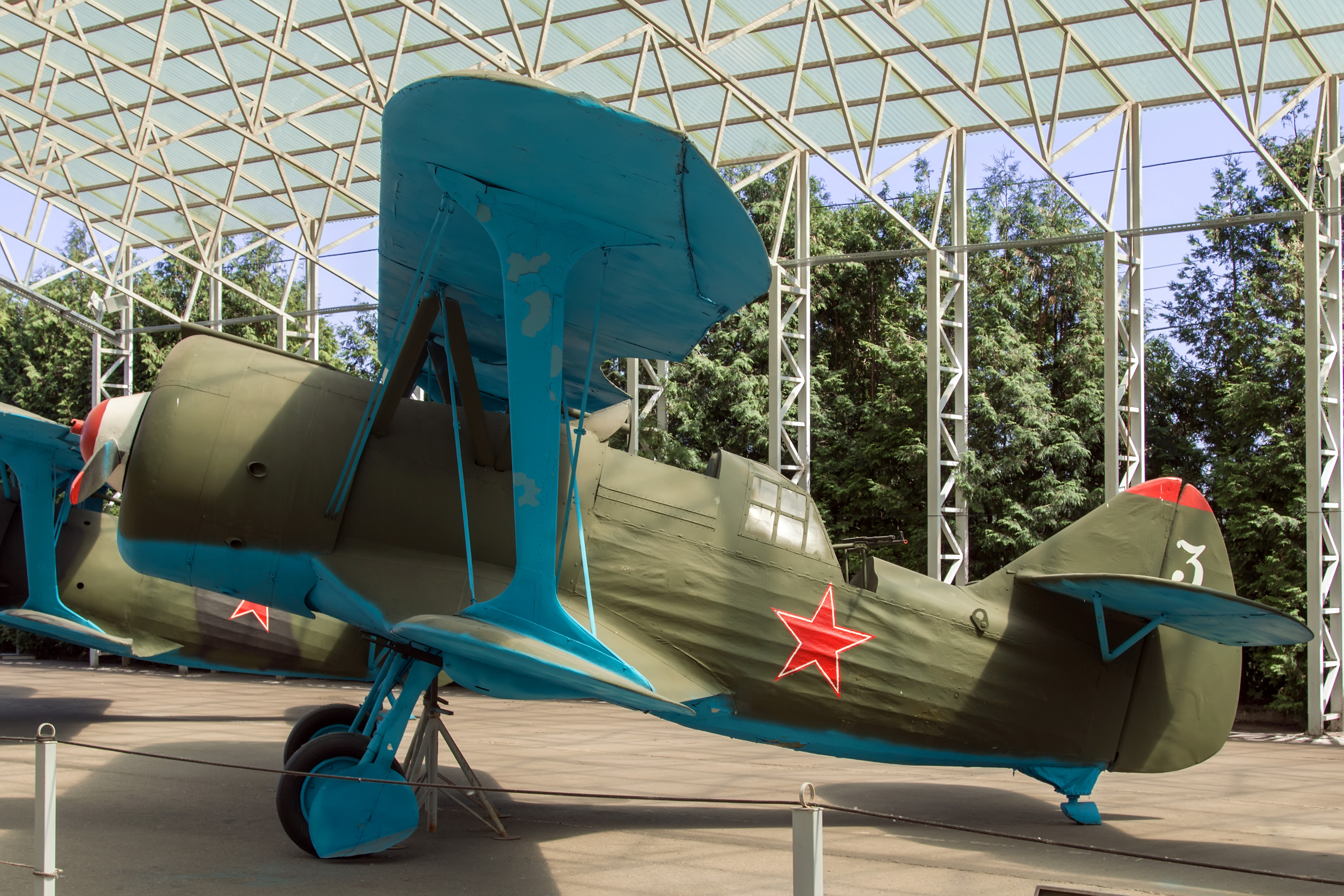
Réplica del Kocheriguin DI-6 que se exibe en el Museo de la Gran Guerra Patriótica, en Moscú

Datos extraídos de Historia de la construcción de aviones en la URSS hasta 1938ː 

### Características
- Tripulación: 2
- Longitud: 6,87 metros
- Envergadura: 9,94 metros
- Altura: 3,2 metros
- Superficie alar: 22,15 m2
- Peso vacío: 1360 kg
- Peso máximo al despegue: 1955 kg
- Planta motriz: 1 × Motor de pistón radial Shvetsov M-25 de 9 cilindros refrigerado por aire, 522 kW (700 hp)

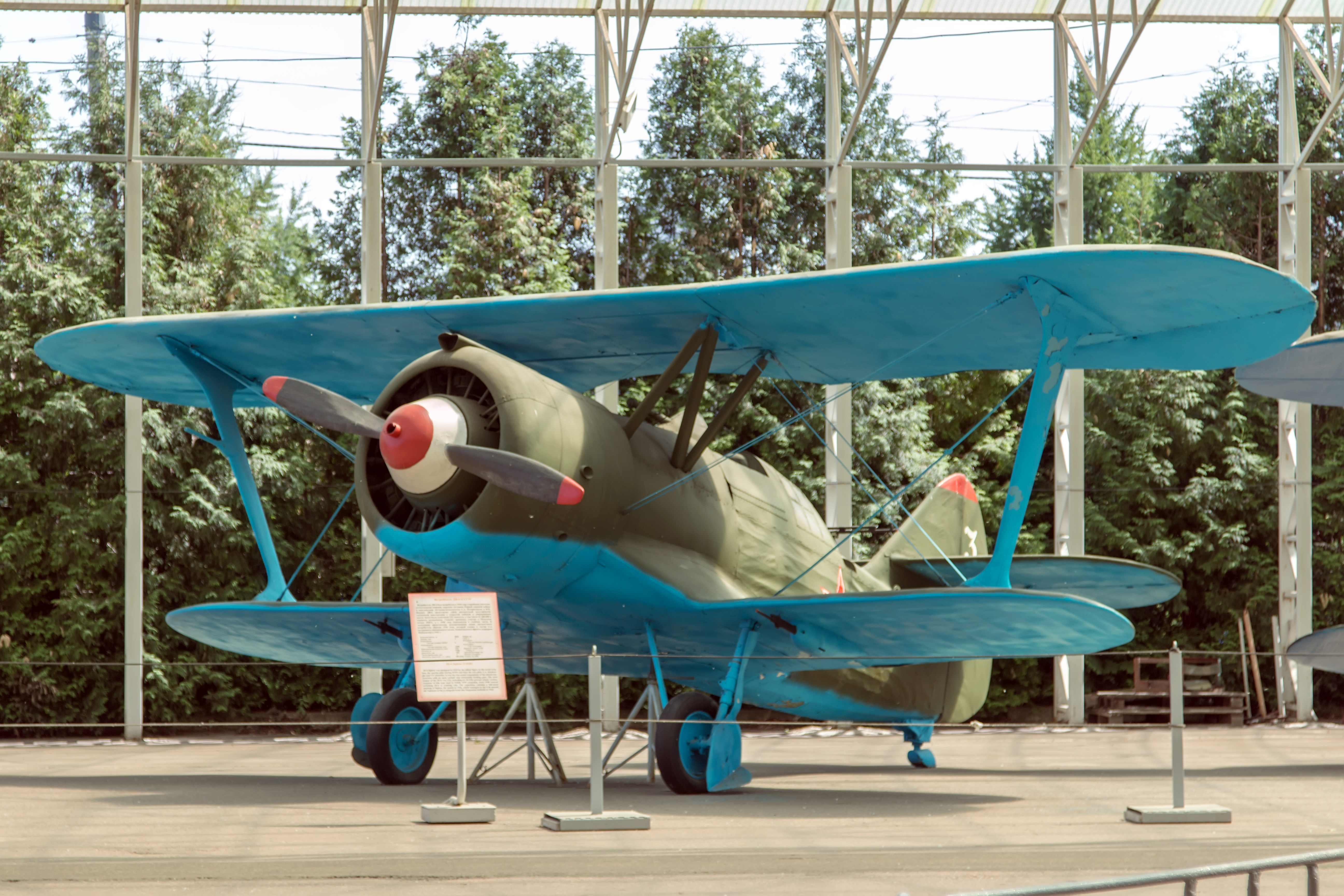
Otra vista del mismo avión

- Hélice de paso variable de 2 palas

### Prestaciones
- Velocidad máxima: 372 km/h
- Alcance: 500 kilómetros
- Techo de vuelo: 7700 metros
- Régimen de ascensoː 5000 metros en 10 minutos
- Carga alar: 78 kg/m2
- Potencia/masa: 0,267 kW/kg
- Tiempo de giro horizontal: 12 segundos.

### Armamento
- 3 ametralladoras ShKAS de 7,62 mm (0,3 pulgadas), dos de disparo hacia adelante no sincronizados y una en una montura orientada hacia atrás, 750 rondas / cañón
- Hasta 40 kg de bombas.